# اسباب‌بازی

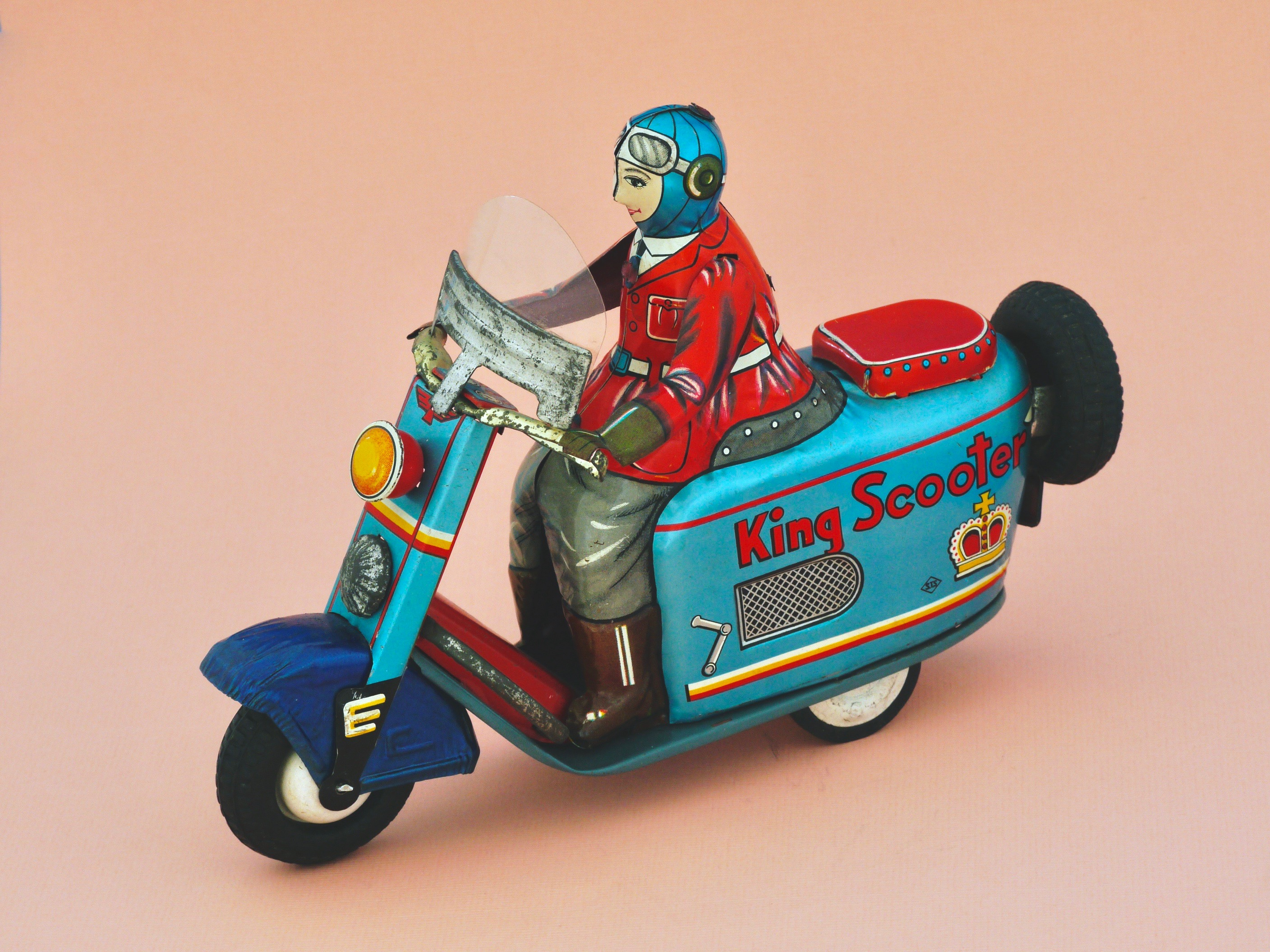
یک موتورسیکلت اسباب‌بازی

اسباب‌بازی یا توی (به انگلیسی: Toy) وسیله‌ای برای بازی‌کردن است که به‌طور معمول به‌وسیلهٔ کودکان مورد استفاده قرار می‌گیرد و در رشد و شکوفایی استعدادهایشان به آنان کمک می‌کند. البته مورد استفاده قرار گرفتن آنان توسط بزرگسالان نیز غیرمعمول نیست. وسایل متعددی به عنوان اسباب بازی کودکان  تولید می‌شوند، اما از هر وسیله‌ای هم نمی‌توان به عنوان اسباب بازی استفاده کرد. ژان پیاژه معتقد است در گزینش اسباب بازی برای کودک باید دقت شود چون در شکل دهی به تمایلات عاطفی و روانی او نقش مهمی دارد. هر اسباب بازی باید استاندارد باشد (نه فقط اسباب بازی) و آرم استاندارد آن کشور یا قاره بر روی بسته یا خود وسیله حک شده باشد تا از سالم بودن آن اطمینان حاصل شود. بهتر است که از فروشگاه‌ها و شرکت‌های نامعتبر خریداری نشود. پس باید خرید یک اسباب بازی به این نکات توجه شود:
۱- داشتن یا نداشتن مارک استاندارد محصول آن کشور یا قاره. ۲- شرکت سازنده (باید یک شرکت معروف باشد) ۳-جنس آن اسباب بازی ۴-رده سنی مشخص شده برای آن اسباب بازی (مثلاً روی بسته آن نوشته شده که برای کودکان بالای ۳ سال)
اگر به این نکات توجه نشود، ممکن است برای استفاده‌کننده خطراتی به همراه داشته باشد؛ مثلاً ممکن است که رنگ آن اسباب بازی خطرناک و غیر استاندارد باشد یا ممکن است دارای قطعات ریز باشد و برای کودکان زیر ۳ سال خطرناک باشد و … . انتخاب اسباب بازی درست برای رده سنی مناسب یکی از نکات بسیار مهم در خرید اسباب بازی است مخصوصاً اسباب بازی برای کودکان زیر سه سال و نوزادان که باید ویژگی‌های خاصی داشته باشند.
یکی از این ویژگی‌ها مواد اولیه تشکیل دهنده اسباب بازی است که باید از مواد اولیه و با کیفیت تولید شده باشند زیرا این گروه از کودکان بسیار حساس هستند و مواد شیمیایی غیر استاندارد تأثیرات بدی بروی آنها خواهند داشت.
ویژگی بعدی رنگ مورد استفاده در تولید اسباب بازی است که علاوه رنگ‌بندی شاد باید از مواد غیر شیمیایی استفاده شده باشد زیرا کودک این وسایل را بسیار در دهان خود می‌کند و در صورت مناسب نبودن رنگ تأثیرات مخربی به روی کودک خواهد داشت.
ویژگی بعدی جنس بدنه اسباب بازی است که حتماً باید نشکن بوده و از مواد مستحکم و با دوام تولید شده باشد. باید توجه داشت هیچ قطعه تیزی نداشته باشد و هیچ قطعه کوچکی از آن جدا نشود زیرا کودک قطعات کوچک را می‌خورند و شاید باعث خفگی کودک شود. ویژگی دیگر در این سری از اسباب بازی آموزشی بودن آن است تا کودک در زمان بازی علاوه بر سرگرمی توانای‌های خود را بالاتر ببرد و از حواس پنجگانه خود بهترین استفاده را داشته باشد تا باعث تقویت این حس شود.
اسباب بازی‌ها ریشهٔ ما قبل تاریخی دارند. در پایگاه‌های باستان‌شناسی عروسک‌هایی که بچه‌ها، حیوانات، و سربازان را تداعی می‌کنند، هر روزه یافته می‌شود. در زمان‌های قدیم کودکان خود برای خویش اسباب بازی می‌ساختند. بعدها کسانی پیدا شدند که برای کودکان شروع تات دیگر از دت خبه ساختن اسباب بازی کردند. این روزها بازی کردنن بازین مجازی شده و کمتر کودکی با کامپیوتر آشنا نیست.
اسباب‌بازی یا وسیله‌ی بازی، شی‌ای است که عمدتاً برای سرگرمی استفاده می‌شود. نمونه‌های ساده‌ای از اسباب‌بازی‌ها شامل بلوک‌های ساختمانی، بازی‌های تخته‌ای و عروسک‌ها می‌شود. اسباب‌بازی‌ها اغلب برای استفاده کودکان طراحی شده‌اند، هرچند بسیاری از آنها به طور خاص برای بزرگسالان و حیوانات خانگی نیز طراحی می‌شوند. اسباب‌بازی‌ها می‌توانند مزایای کاربردی‌ای همچون تمرین فیزیکی، آگاهی فرهنگی یا آموزش علمی داشته باشند. علاوه بر این، اشیای کاربردی‌ای که دیگر برای هدف اصلی‌شان نیاز نیستند، می‌توانند به عنوان اسباب‌بازی استفاده شوند. نمونه‌هایی از این موارد شامل ساختن قلعه‌ای توسط کودکان با جعبه‌های خالی غلات و رول‌های کاغذی، یا بازی کودکی با یک کنترل تلویزیون خراب است. اصطلاح "اسباب‌بازی" می‌تواند به اشیای کاربردی‌ای اشاره کند که برای لذت و سرگرمی خریداری می‌شوند نه نیاز، یا به نیازهای گران‌قیمتی که بخش بزرگی از هزینه‌شان به توانایی آنها برای فراهم کردن لذت برای مالک مربوط می‌شود، مانند خودروهای لوکس، موتورسیکلت‌های پیشرفته، کامپیوترهای بازی و گوشی‌های هوشمند پرچم‌دار.
بازی با اسباب‌بازی می‌تواند راهی لذت‌بخش برای آماده‌سازی کودکان کوچک برای تجربیات زندگی باشد. مواد مختلفی مانند چوب، خاک رس، کاغذ و پلاستیک برای ساخت اسباب‌بازی‌ها استفاده می‌شود. اشکال جدیدتر اسباب‌بازی‌ها شامل سرگرمی‌های دیجیتال تعاملی و اسباب‌بازی‌های هوشمند است. برخی اسباب‌بازی‌ها عمدتاً به عنوان اقلام جمع‌آوری‌شدنی تولید می‌شوند و فقط برای نمایش هستند.
منشأ اسباب‌بازی‌ها به دوران پیش از تاریخ بازمی‌گردد؛ عروسک‌هایی که نمایانگر نوزادان، حیوانات و سربازان هستند و همچنین نمادهایی از ابزارهای مورد استفاده بزرگسالان به وفور در سایت‌های باستان‌شناسی یافت می‌شوند. منشأ واژه "اسباب‌بازی" ناشناخته است، اما باور بر این است که اولین بار در قرن چهاردهم استفاده شده است. اسباب‌بازی‌ها عمدتاً برای کودکان ساخته می‌شوند. قدیمی‌ترین عروسک اسباب‌بازی شناخته شده، تصور می‌شود که ۴۰۰۰ سال قدمت داشته باشد.
بازی با اسباب‌بازی‌ها بخش مهمی از روند رشد و پیر شدن است. کودکان خردسال از اسباب‌بازی‌ها برای کشف هویت خود، کمک به شناخت، یادگیری علت و معلول، بررسی روابط، قوی‌تر شدن از نظر جسمی و تمرین مهارت‌های لازم برای بزرگسالی استفاده می‌کنند. بزرگسالان گاه‌به‌گاه از اسباب‌بازی‌ها برای ایجاد و تقویت پیوندهای اجتماعی، آموزش، کمک به درمان و به یادآوری و تقویت درس‌هایی از دوران جوانی‌شان استفاده می‌کنند.
اسباب‌بازی‌ساز، نام کسی است که اسباب‌بازی می‌سازد.

### دوران باستان

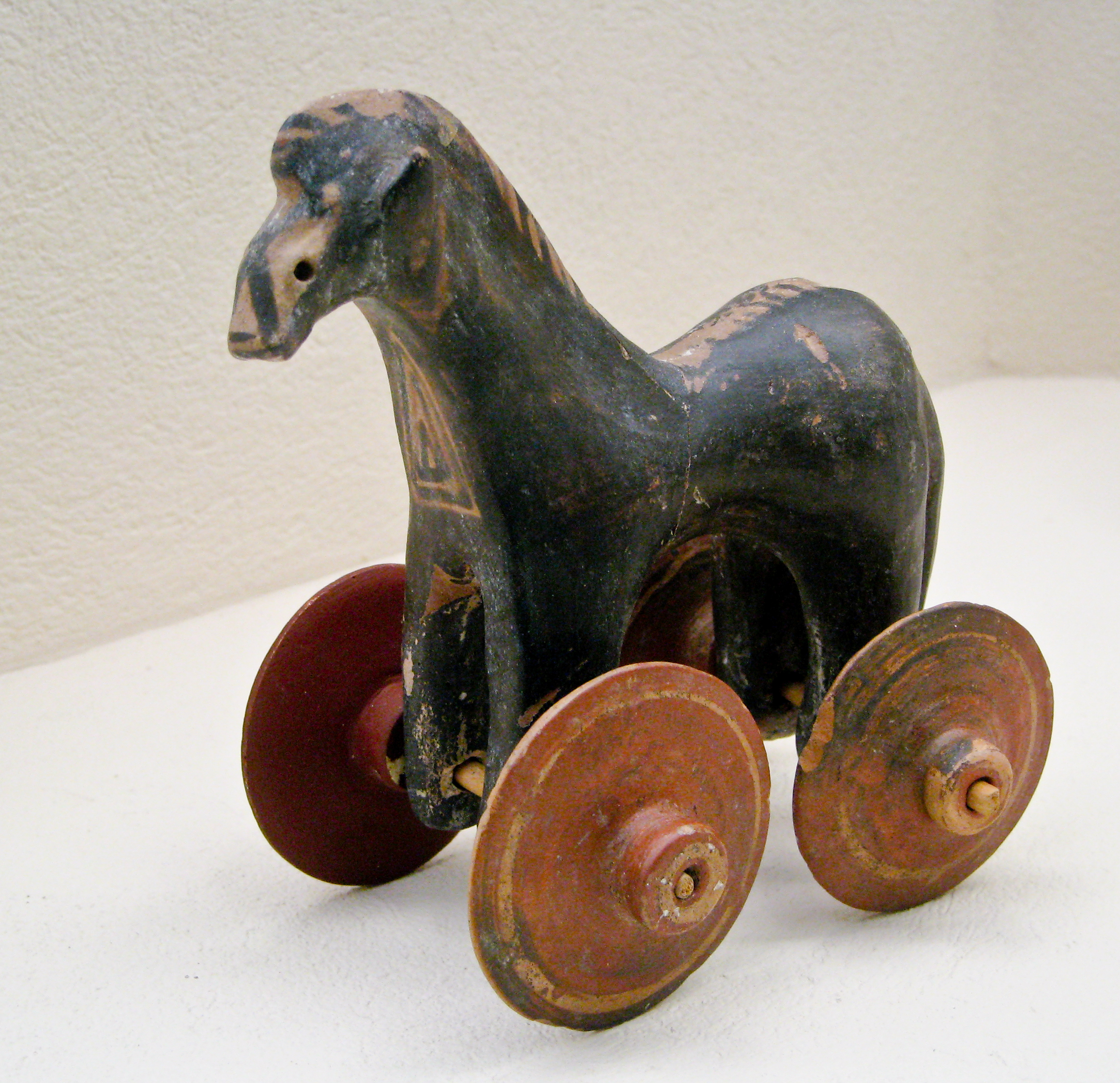

اسب کوچک روی چرخ‌ها، اسباب‌بازی کودکان در یونان باستان. از مقبره‌ای متعلق به ۹۵۰–۹۰۰ قبل از میلاد، موزه باستان‌شناسی کرامیکوس، آتن
اسباب‌بازی‌ها و بازی‌ها از محل‌های تمدن‌های باستانی بازیابی شده‌اند و در ادبیات باستانی نیز به آن‌ها اشاره شده است. اسباب‌بازی‌های کشف‌شده از تمدن دره سند (۳۰۱۰–۱۵۰۰ قبل از میلاد) شامل چرخ‌های کوچک، سوت‌هایی به شکل پرنده و میمون‌های بازیچه‌ای است که می‌توانستند از یک نخ پایین بروند.
نخستین اسباب‌بازی‌ها از مواد طبیعی مانند سنگ، چوب و خاک رس ساخته شده بودند. هزاران سال پیش، کودکان مصری با عروسک‌هایی بازی می‌کردند که موهای مصنوعی و اندام‌های قابل‌حرکت داشتند و از سنگ، سفال و چوب ساخته شده بودند. با این حال، شناسایی قطعی اسباب‌بازی‌ها در مصر باستان در رکوردهای باستان‌شناسی بسیار دشوار است. مجسمه‌های کوچک و مدل‌های یافت‌شده در مقبره‌ها معمولاً به عنوان اشیاء آیینی تفسیر می‌شوند؛ آن‌هایی که از سایت‌های مسکونی یافت می‌شوند، بیشتر به عنوان اسباب‌بازی شناسایی می‌شوند. این‌ها شامل چرخ‌دنده‌های چرخان، توپ‌های بهاری و مدل‌های چوبی حیوانات با قطعات متحرک هستند.
در یونان و روم باستان، کودکان با عروسک‌هایی از موم یا سفال، چوب، کمان و تیر، و یویو بازی می‌کردند. هنگامی که کودکان یونانی، به‌ویژه دختران، به سن بلوغ می‌رسیدند، معمولاً اسباب‌بازی‌های دوران کودکی خود را به خدایان قربانی می‌کردند. در شب عروسی‌شان، دختران جوان حدود چهارده ساله، عروسک‌های خود را به عنوان مراسم گذر به بزرگسالی در یک معبد تقدیم می‌کردند.
قدیمی‌ترین معمای مکانیکی شناخته‌شده نیز از یونان باستان می‌آید و در قرن سوم قبل از میلاد ظاهر شد. این بازی شامل یک مربع بود که به ۱۴ بخش تقسیم شده بود و هدف آن ساختن اشکال مختلف از این قطعات بود. در ایران، "قفل‌های پازلی" از اوایل قرن هفدهم ساخته شده بودند.

### دوران روشنگری

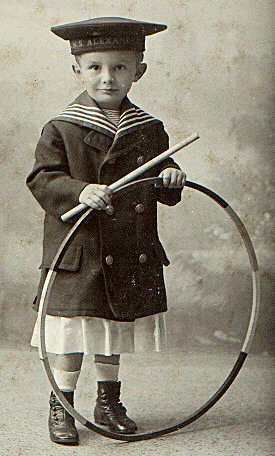
یک کودک با حلقه تایربازی

با تغییر نگرش‌های غربی نسبت به کودکان و کودکی که توسط عصر روشنگری به وجود آمد، اسباب‌بازی‌ها بیشتر رایج شدند. قبلاً کودکان اغلب به عنوان بزرگسالان کوچک تلقی می‌شدند که انتظار می‌رفت برای تولید کالاهایی که خانواده برای بقا نیاز داشتند کار کنند. همان‌طور که پژوهشگر فرهنگ کودکان استفن کلاین استدلال کرده است، کودکان قرون وسطی "بیشتر در جریان روزمره ساختن و مصرف کردن، سازگاری داشتند. آن‌ها هیچ خودمختاری، وضعیت‌های جداگانه، امتیازات، حقوق ویژه یا اشکال رفتار اجتماعی که کاملاً متعلق به خودشان باشد، نداشتند."
همان‌طور که این ایده‌ها در دوران روشنگری تغییر کرد، دمیدن حباب‌های صابون از صابون‌های باقی‌مانده شستشو به یک سرگرمی محبوب تبدیل شد، همان‌طور که در نقاشی "حباب صابون" (۱۷۳۹) توسط ژان-باپتیست-سیمئون چاردین نشان داده شده است. دیگر اسباب‌بازی‌های محبوب شامل حلقه‌ها، واگن‌های اسباب‌بازی، بادبادک‌ها، چرخ‌چرخ‌ها و عروسک‌ها بودند. بسیاری از بازی‌های تخته‌ای توسط جان جفریز در دهه ۱۷۵۰ تولید شدند، از جمله بازی "سفری در اروپا". این بازی بسیار شبیه به بازی‌های تخته‌ای مدرن بود؛ بازیکنان با پرتاب یک تاس (در واقع از تیتوتوم استفاده می‌شد) در مسیر حرکت می‌کردند و فرود آمدن روی مکان‌های مختلف یا به بازیکن کمک می‌کرد یا مانع می‌شد.
در قرن نوزدهم، ارزش‌های غربی بر اسباب‌بازی‌هایی با هدف آموزشی تأکید داشتند، مانند پازل‌ها، کتاب‌ها، کارت‌ها و بازی‌های تخته‌ای. اسباب‌بازی‌های مذهبی نیز محبوب بودند، از جمله مدل کشتی نوح با حیوانات مینیاتوری و اشیاء از دیگر صحنه‌های کتاب مقدس. با رشد رفاه در میان طبقه متوسط، کودکان وقت بیشتری برای فراغت داشتند که منجر به استفاده از روش‌های صنعتی برای تولید اسباب‌بازی‌ها شد.

### دوران صنعتی و اسباب‌بازی‌های بازاری
حق ثبت اختراع فرانک هورنبای در سال ۱۹۰۱ برای آنچه بعداً به عنوان مکانیکو شناخته شد
عصر طلایی توسعه اسباب‌بازی در دوران صنعتی رخ داد. دستمزدهای واقعی به طور پیوسته در جهان غرب افزایش می‌یافت، به گونه‌ای که حتی خانواده‌های کارگر نیز می‌توانستند اسباب‌بازی برای فرزندانشان تهیه کنند و تکنیک‌های صنعتی مهندسی دقیق و تولید انبوه قادر به تأمین تقاضای رو به افزایش بودند. تأکید فکری نیز به طور فزاینده‌ای بر اهمیت کودکی سالم و خوشحال برای توسعه آینده کودکان قرار گرفت. فرانز کولب، یک داروساز آلمانی، در سال ۱۸۸۰ پلاستیسین را اختراع کرد و در سال ۱۹۰۰ تولید تجاری این ماده به عنوان اسباب‌بازی کودکان آغاز شد. فرانک هورنبای یک پیشرو در توسعه و تولید اسباب‌بازی بود و مسئول اختراع و تولید سه خط محبوب از اسباب‌بازی‌های مبتنی بر اصول مهندسی در قرن بیستم بود: مکانیکو، راه‌آهن مدل هورنبای و اسباب‌بازی‌های دینکی.
مکانیکو یک سیستم ساخت مدل بود که شامل نوارهای فلزی قابل‌استفاده مجدد، صفحات، تیرک‌ها، چرخ‌ها، محورها و چرخ‌دنده‌ها با مهره و پیچ برای اتصال قطعات بود و ساخت مدل‌ها و دستگاه‌های مکانیکی کاری را ممکن می‌ساخت. اسباب‌بازی‌های دینکی پیشرو در تولید اسباب‌بازی‌های قالب‌ریزی شده بودند و تولید ماشین‌های اسباب‌بازی، قطارها و کشتی‌ها و مجموعه‌های قطار مدل در دهه ۱۹۲۰ محبوبیت پیدا کردند. شرکت بریتینز تولید اسباب‌بازی‌های سرباز را با اختراع فرآیند ریخته‌گری توخالی در سرب در سال ۱۸۹۳ متحول کرد – محصولات این شرکت برای سال‌های زیادی استاندارد صنعتی باقی ماندند.

### پازل
پازل‌ها نیز محبوب شدند. در سال ۱۸۹۳، وکیل انگلیسی آنجلو جان لوئیس، با نام مستعار پروفسور هافمن، کتابی به نام "پازل‌های قدیمی و جدید" نوشت. این کتاب شامل بیش از ۴۰ توصیف از پازل‌هایی با مکانیسم‌های بازگشایی مخفی بود. این کتاب به یک اثر مرجع برای بازی‌های پازل تبدیل شد و در زمان خود بسیار محبوب بود. پازل تانگرام، که اصالتاً از چین می‌آمد، در قرن نوزدهم به اروپا و آمریکا گسترش یافت.
در سال ۱۹۰۳، یک سال پس از انتشار "داستان پیتر خرگوشه"، نویسنده انگلیسی بئاتریکس پاتر نخستین اسباب‌بازی نرم پیتر خرگوشه را خلق کرد و او را در دفتر ثبت اختراع در لندن ثبت کرد و پیتر را به قدیمی‌ترین شخصیت مجاز تبدیل کرد. این محصول به دنبال خود دیگر کالاهای مرتبط مانند کتاب‌های رنگ‌آمیزی و بازی‌های تخته‌ای را داشت. مجله اسمیتسونیان بیان داشت: "پاتر همچنین یک کارآفرین و پیشرو در صدور مجوز و تجارت شخصیت‌های ادبی بود. پاتر یک امپراتوری خرده‌فروشی از کتاب خرگوش خود ساخت که امروز ارزشی برابر با ۵۰۰ میلیون دلار دارد. او سیستمی را ایجاد کرد که همچنان به نفع همه شخصیت‌های مجاز، از میکی ماوس تا هری پاتر است."
هم‌زمان با توسعه اسباب‌بازی‌های تولید انبوه، ایده‌های روشنگری در مورد حقوق کودکان به آموزش و زمان فراغت به ثمر رسید. در اواخر قرن ۱۸ و اوایل قرن ۱۹، بسیاری از خانواده‌ها نیاز داشتند که کودکانشان را به کار در کارخانه‌ها و دیگر مکان‌ها بفرستند تا زندگی‌شان را بگذرانند – همان‌طور که پیشینیانشان نیاز به کار تولید کالاهای خانگی در دوره قرون وسطی داشتند. استثمار و سوءاستفاده کارفرمایان از کودکان کارگر در این دوره متفاوت از چگونگی برخورد با کودکان به عنوان کارگر در یک واحد خانوادگی بود. با تشکر از فعالیت‌های اعتراضی شامل مستندسازی تصویری از استثمار و سوءاستفاده کودکان توسط کارفرمایان، کشورهای غرب
ی مجموعه‌ای از قوانین کار کودکان را وضع کردند و به کار کودکان در کشورهایی مانند آمریکا (۱۹۴۹) پایان دادند. این ایده که کودکی زمانی برای فراغت است، نه کار، از طریق قانون کاملاً تثبیت شد – و با زمان فراغت بیشتر، فضای بیشتری برای کالاهای مصرفی مانند اسباب‌بازی‌ها ایجاد شد.
در دوران جنگ جهانی دوم، برخی از انواع جدید اسباب‌بازی‌ها از طریق نوآوری‌های تصادفی ایجاد شدند. پس از تلاش برای ایجاد جایگزینی برای لاستیک مصنوعی، ارل ل. وریک آمریکایی به طور تصادفی "ناتی پوتی" را در دوران جنگ جهانی دوم اختراع کرد. بعدها، پیتر هاجسون به پتانسیل آن به عنوان یک وسیله بازی کودکانه پی برد و آن را به عنوان "سیلی پوتی" بسته‌بندی کرد. به همین ترتیب، "پلی‌دو" در ابتدا به عنوان یک پاک‌کننده کاغذ دیواری ایجاد شده بود. در سال ۱۹۴۳، ریچارد جیمز در حال آزمایش با فنرها به عنوان بخشی از تحقیقات نظامی خود بود که یکی از فنرها شل شد و به کف افتاد. او مجذوب نحوه حرکت آن روی کف شد. او دو سال صرف تنظیم دقیق طراحی کرد تا بهترین سنج فلز و کویل را پیدا کند؛ نتیجه آن "اسلینکی" بود که در فروشگاه‌های سراسر آمریکا به فروش رفت.
پس از جنگ جهانی دوم، همان‌طور که جامعه هر چه بیشتر مرفه شد و تکنولوژی و مواد جدید (پلاستیک) برای ساخت اسباب‌بازی‌ها در دسترس قرار گرفت، اسباب‌بازی‌ها در خانه‌های سراسر جهان غرب ارزان و همه‌گیر شدند. در این نقطه، اسباب‌بازی‌های نام‌دار در آمریکا گسترده شدند – یک پدیده جدید که به بازاریابی اسباب‌بازی‌های تولید انبوه به مخاطبان کودکان با وقت فراغت فراوان و در دوره‌ای از رفاه نسبی کمک کرد.
در میان محصولات معروف دهه ۱۹۵۰، شرکت دانمارکی لگو با مجموعه‌های ساختاری پلاستیکی رنگارنگ خود که بر اساس آجرهای خود قفل‌کننده هیلاری پیج بود (که توسط موزه کودکان ویکتوریا و آلبرت لندن به عنوان "اسباب‌بازی‌های ضروری" دهه ۱۹۴۰ توصیف شده است)، آقای سیب‌زمینی، عروسک باربی (که از عروسک بیلد لیلی از آلمان الهام گرفته بود) و اکشن من قرار داشتند. مکعب روبیک در دهه ۱۹۸۰ فروش بسیاری داشت. در زمان‌های مدرن، عروسک‌های کامپیوتری وجود دارند که می‌توانند اشیاء را شناسایی کنند و صدای مالکشان را تشخیص دهند و از بین صدها جمله از پیش برنامه‌ریزی‌شده برای پاسخ دادن انتخاب کنند.

### فرهنگ

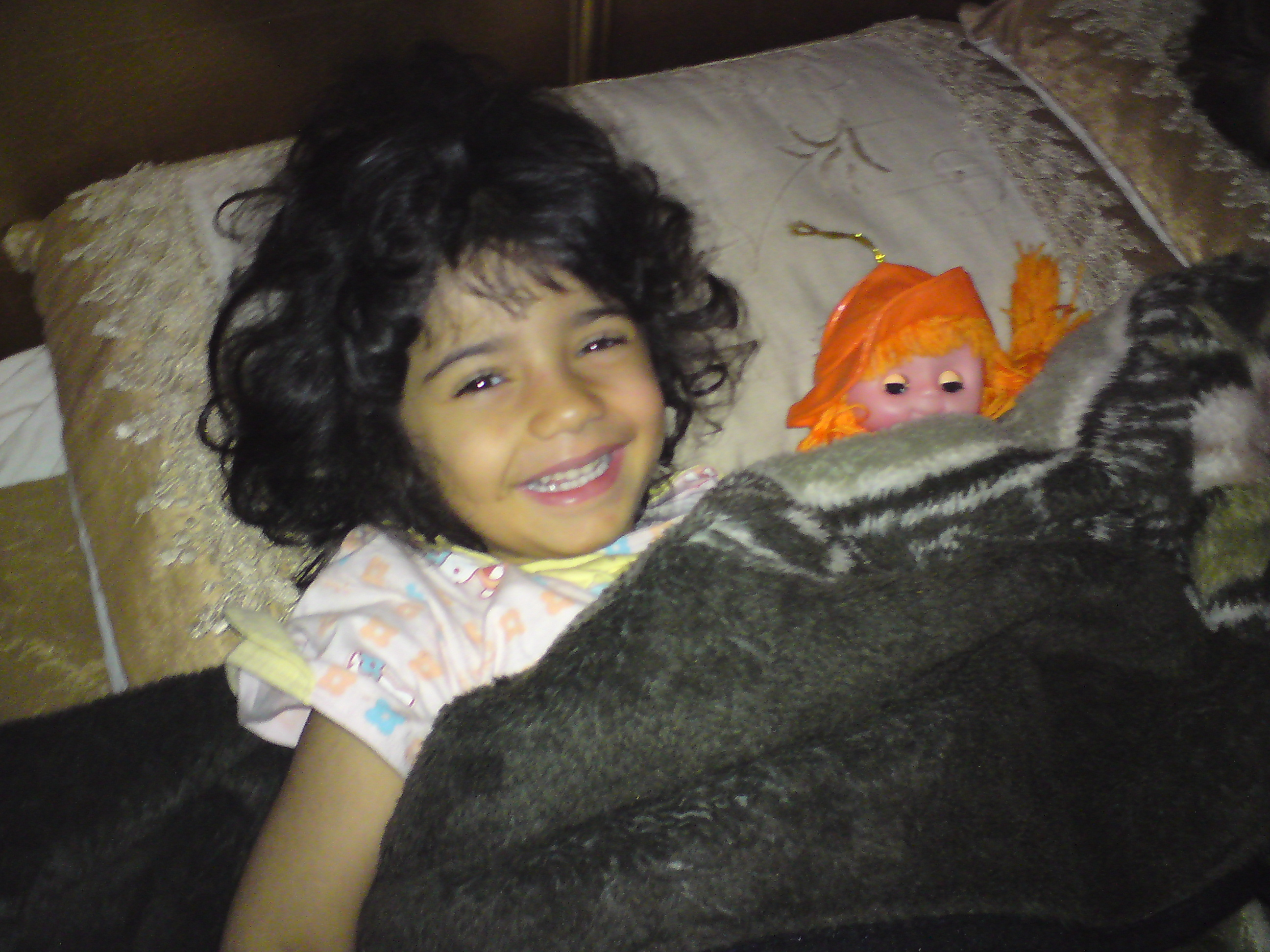
مامان‌بازی

بازی کودکان با اسباب‌بازی‌ها بیانگر ارزش‌هایی است که بزرگسالان جامعه آن‌ها تعیین کرده‌اند، اما از دیدگاه کودکانه. در جوامع فرهنگی، اسباب‌بازی‌ها واسطه‌ای برای تقویت یادگیری شناختی، اجتماعی و زبانی کودک هستند.
در برخی فرهنگ‌ها، اسباب‌بازی‌ها به‌عنوان ابزاری برای تقویت مهارت‌های کودک در چارچوب سنتی نقش‌های آینده‌اش در جامعه استفاده می‌شوند. در فرهنگ‌های صحرای بزرگ و شمال آفریقا، کودکان با استفاده از اسباب‌بازی‌ها صحنه‌هایی را به نمایش می‌گذارند که در جامعه‌شان شناخته شده است، مانند شکار و چوپانی. ارزش این بازی‌ها در نسخه‌ای واقعی از رشد نهفته است که کودک را برای آینده‌ای که به احتمال زیاد با آن مواجه خواهد شد، آماده می‌کند. این امر به کودک اجازه می‌دهد تا تصور و تفسیر شخصی خود از دنیای بزرگسالی را بسازد.
اما در فرهنگ‌های دیگر، اسباب‌بازی‌ها برای گسترش رشد شناختی کودک به شیوه‌ای ایدئال‌گرا استفاده می‌شوند. در این جوامع، بزرگسالان ارزش بازی با اسباب‌بازی‌ها را بر اساس آرزوهایی که برای کودک خود دارند تعیین می‌کنند. در فرهنگ غرب، عروسک باربی و اکشن‌من نمایانگر شخصیت‌های واقعی هستند، اما در حالتی تخیلی که از دسترس جامعه این کودکان و بزرگسالان خارج است. این اسباب‌بازی‌ها دنیایی منحصر به فرد را به وجود می‌آورند که در آن بازی کودکان مستقل از محدودیت‌های اجتماعی است و کودکان آزادانه می‌توانند به نسخه تخیلی و ایدئال‌گرایانه از رشد خود در زندگی بپردازند.
علاوه بر این، کودکان از جوامع مختلف ممکن است بر اساس عادات فرهنگی خود با اسباب‌بازی‌هایشان رفتارهای متفاوتی داشته باشند. کودکان در جوامع ثروتمندتر ممکن است تمایل بیشتری به مالکیت اسباب‌بازی‌های خود داشته باشند، در حالی که کودکان از جوامع فقیرتر ممکن است تمایل بیشتری به اشتراک‌گذاری و تعامل با دیگر کودکان داشته باشند. اهمیتی که کودک برای مالکیت قائل است، بر اساس ارزش‌های موجود در جامعه‌ای که کودکان روزانه مشاهده می‌کنند، تعیین می‌شود.

### رشد کودک

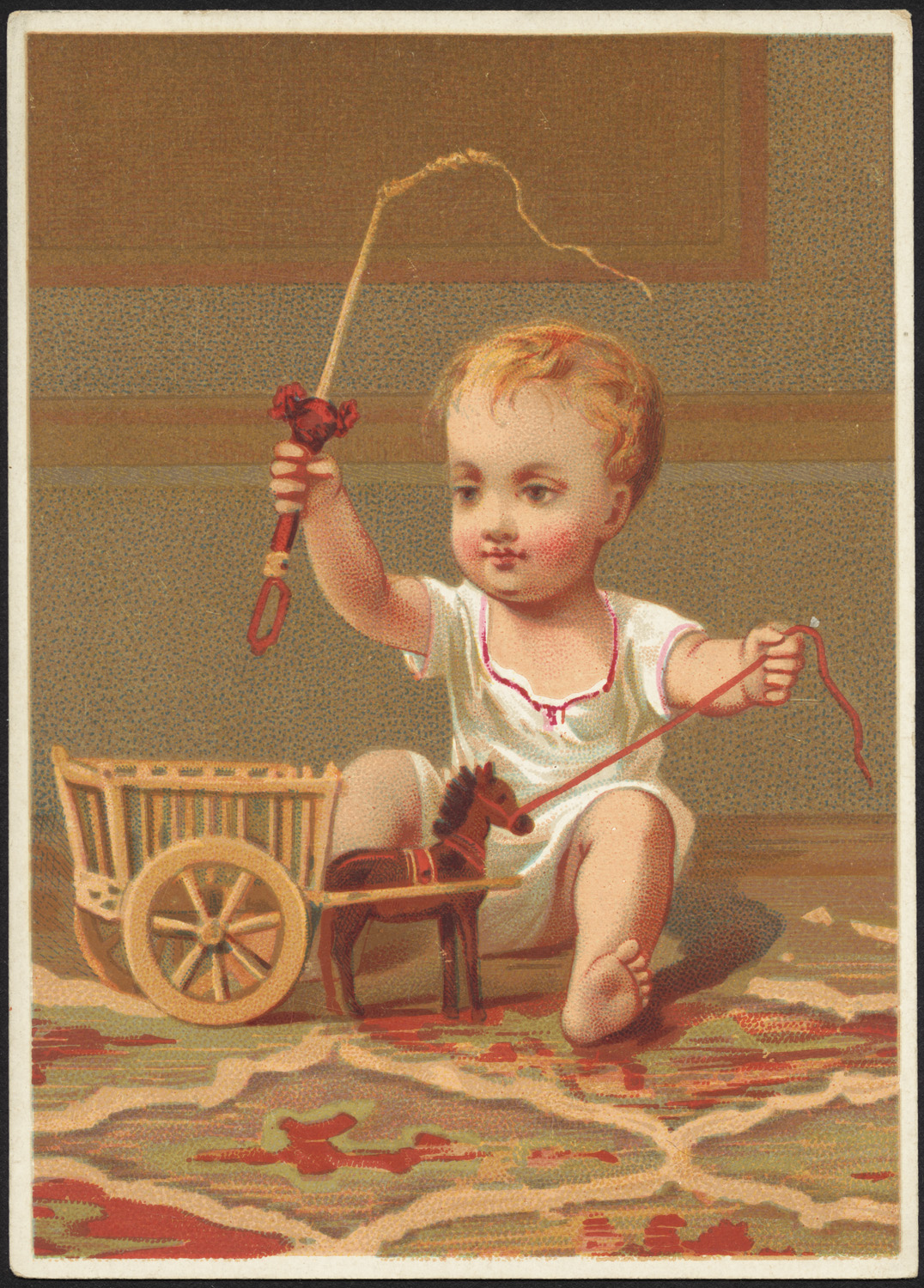

اسباب‌بازی‌ها، مانند خود بازی، در انسان‌ها و حیوانات چندین هدف دارند. آن‌ها علاوه بر ایجاد سرگرمی، نقش آموزشی نیز ایفا می‌کنند. اسباب‌بازی‌ها رفتارهای شناختی را تقویت کرده و خلاقیت را تحریک می‌کنند. آن‌ها به توسعه مهارت‌های جسمی و ذهنی که در زندگی بعدی لازم است، کمک می‌کنند.
بلوک‌های چوبی، با وجود سادگی‌شان، توسط کارشناسان آموزش کودکان خردسال مانند سالی کارت‌رایت (1974) به‌عنوان اسباب‌بازی عالی برای کودکان شناخته شده‌اند؛ او از این واقعیت که آن‌ها نسبتاً آسان برای استفاده هستند، می‌توانند به صورت مکرر و پیش‌بینی‌شده‌ای مورد استفاده قرار گیرند و چندمنظوره و باز هستند، تحسین کرده است، به‌طوری که انواع مختلف بازی‌های مناسب برای رشد کودک را امکان‌پذیر می‌کنند. اندرو ویتکین، مدیر بازاریابی مگا برندز، به Investor's Business Daily گفت: "آن‌ها به توسعه هماهنگی دست و چشم، مهارت‌های ریاضی و علمی کمک کرده و همچنین به کودکان اجازه می‌دهند خلاق باشند." اسباب‌بازی‌های دیگری مانند تیله‌ها، سنگ‌های جک و توپ‌ها نیز نقش‌های مشابهی در رشد کودک دارند و به کودکان اجازه می‌دهند با استفاده از ذهن و بدن خود، درباره روابط فضایی، علت و معلول و طیف گسترده‌ای از مهارت‌های دیگر یاد بگیرند.

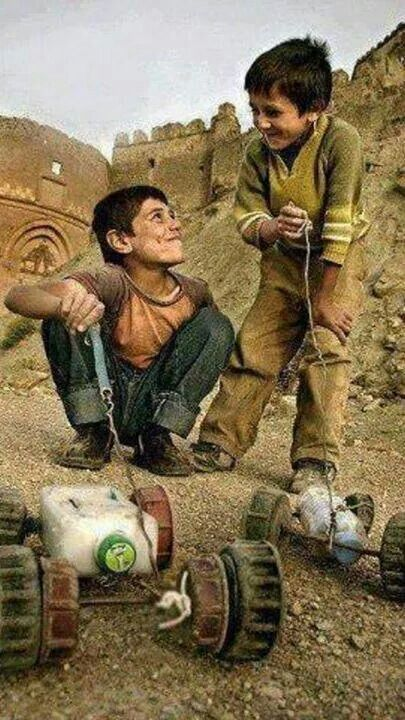

یک نمونه از تأثیرات چشمگیر اسباب‌بازی‌ها بر رشد کودک، شامل اسباب‌بازی‌های مجسمه‌سازی با خمیر مانند پلی‌دوه و سیلی پوتی و نسخه‌های خانگی آن‌ها است. ماری اوچی، مدیر آموزشی مرکز مطالعات کودکان در کالج ولزلی، نشان داده است که چنین اسباب‌بازی‌هایی به‌طور مثبت بر توسعه جسمی، شناختی، عاطفی و اجتماعی کودکان تأثیر می‌گذارند.
اسباب‌بازی‌های نوزادان اغلب از صداهای متمایز، رنگ‌های روشن و بافت‌های منحصربه‌فرد استفاده می‌کنند. از طریق تکرار بازی با اسباب‌بازی‌ها، نوزادان شروع به شناخت اشکال و رنگ‌ها می‌کنند. پلی‌دوه، سیلی پوتی و سایر مواد دستی به کودک اجازه می‌دهند اسباب‌بازی‌های خود را بسازند.
اسباب‌بازی‌های آموزشی برای کودکان مدرسه‌ای اغلب حاوی یک معما، تکنیک حل مسئله یا گزاره ریاضی هستند. اسباب‌بازی‌هایی که برای مخاطبان بزرگتر مانند نوجوانان یا بزرگسالان طراحی شده‌اند، اغلب مفاهیم پیشرفته‌تری را به نمایش می‌گذارند. مثلاً، تعلیق نیوتن، یک اسباب‌بازی رومیزی طراحی شده توسط سیمون پرِبِل، حفظ مومنتوم و انرژی را نشان می‌دهد.
همه اسباب‌بازی‌ها برای همه سنین کودکان مناسب نیستند. حتی برخی اسباب‌بازی‌هایی که برای یک محدوده سنی خاص به بازار عرضه می‌شوند، ممکن است به رشد کودکان در آن محدوده سنی آسیب برسانند، مانند زمانی که اسباب‌بازی‌های مخصوص دختران جوان به مشکل ادامه‌دار جنسی‌سازی دختران در فرهنگ غربی کمک می‌کنند.
یک مطالعه پیشنهاد داده است که تامین اسباب‌بازی‌های کمتر در محیط، به کودکان نوپا اجازه می‌دهد تا بهتر تمرکز کرده و به صورت خلاقانه‌تر بازی کنند. ارائه چهار اسباب‌بازی به‌جای شانزده اسباب‌بازی برای توسعه و بازی سالم کودکان پیشنهاد شده است.

#### فشرده‌سازی سنی

فشرده‌سازی سنی روند مدرن عبور کودکان از مراحل بازی با سرعتی بیشتر از گذشته است. کودکان تمایل دارند به اسباب‌بازی‌های پیچیده‌تر سریع‌تر پیش بروند، به‌ویژه دختران. برای مثال، عروسک‌های باربی که قبلاً برای دختران حدود ۸ ساله به بازار عرضه می‌شدند، در سال‌های اخیر محبوبیت بیشتری بین دختران حدود ۳ ساله پیدا کرده‌اند و بیشتر دختران تا سن ۷ سالگی از این برند خارج می‌شوند. بسته‌بندی عروسک‌ها آن‌ها را برای سنین ۳ سال به بالا مناسب معرفی می‌کند. در مقابل، پسران به مدت طولانی‌تری از اسباب‌بازی‌ها و بازی‌ها لذت می‌برند، به سمت اسباب‌بازی‌هایی که علاقه به مونتاژ و جداسازی اسباب‌بازی‌های مکانیکی و اسباب‌بازی‌هایی که "سریع حرکت می‌کنند و مبارزه می‌کنند" دارند. یک مدیر صنعت اشاره می‌کند که دختران تا سن ۸ سالگی وارد مرحله "تویین" می‌شوند و به اسباب‌بازی‌های غیرسنتی علاقه دارند، در حالی که پسران تا سن ۱۲ سالگی به اسباب‌بازی‌های سنتی علاقه دارند، به این معنی که صنعت اسباب‌بازی سنتی به مدت ۵۰٪ بیشتر مشتریان پسر خود را نگه می‌دارد تا مشتریان دختر.

### جنسیت

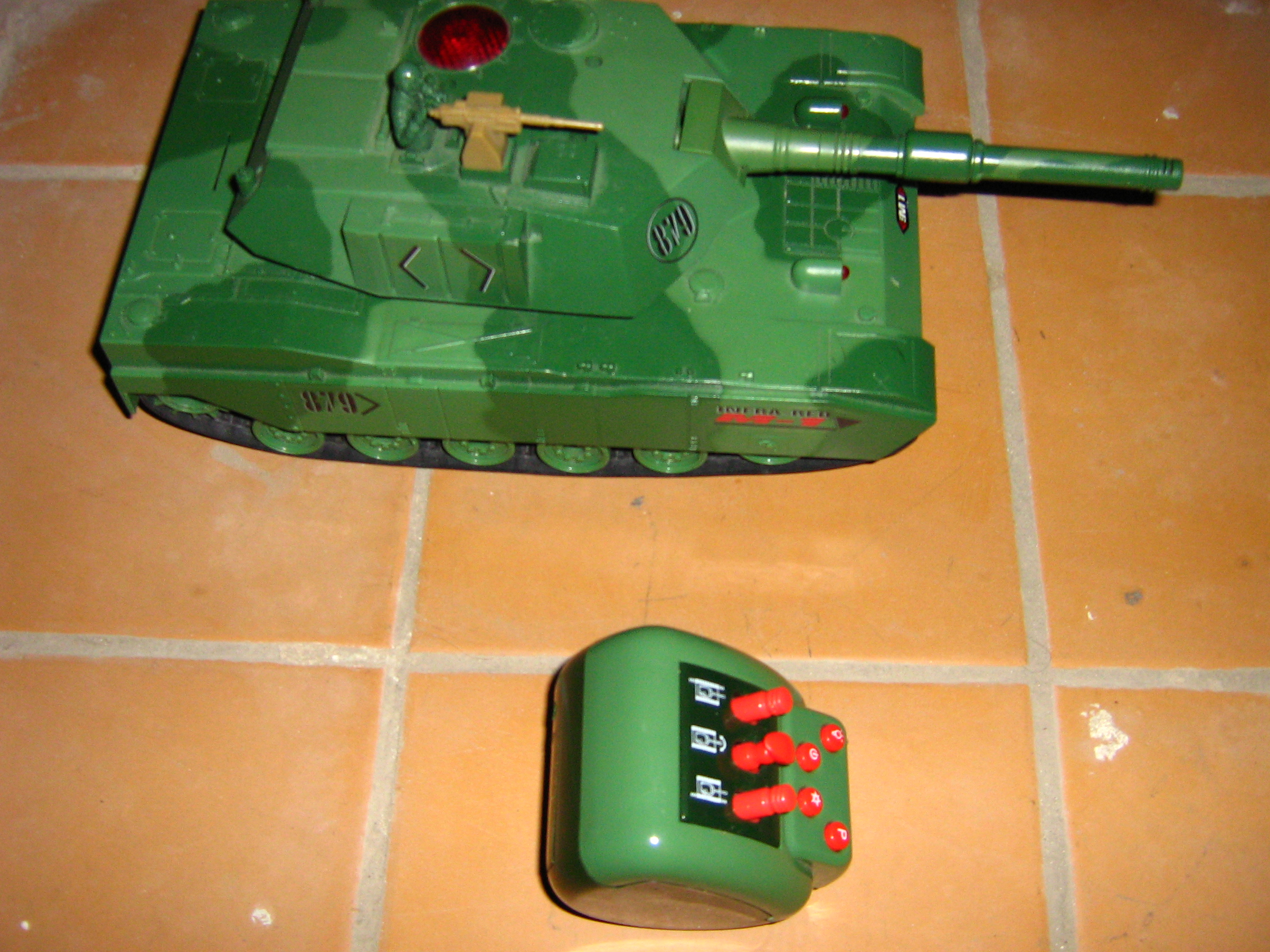
اسباب‌بازی‌های پسرانه

اسباب‌بازی‌های خاصی، مانند عروسک‌های باربی و سربازان اسباب‌بازی، اغلب برای یک جنس بیشتر قابل قبول تلقی می‌شوند تا دیگری. نقطه عطفی برای افزودن جنسیت به اسباب‌بازی‌ها در دهه ۱۹۶۰ و ۱۹۷۰ رخ داد. قبل از سال ۱۹۷۵، تنها حدود دو درصد از اسباب‌بازی‌ها بر اساس جنسیت برچسب‌گذاری شده بودند، در حالی که امروزه در وب‌سایت فروشگاه دیزنی، که توسط محقق کلر میلر به‌عنوان یک نیروی جهانی غالب در اسباب‌بازی‌ها شناخته می‌شود، همه اسباب‌بازی‌ها بر اساس جنسیت برچسب‌گذاری شده‌اند. مجله "نقش‌های جنسیتی" از سال ۱۹۷۵ شروع به انتشار تحقیقات در این زمینه کرد و بر اثرات جنسیت در جوانان تمرکز داشت. علاوه بر این نشریات، محققان نیز شروع به چالش کشیدن ایده‌های مرد و زن به‌عنوان متضادهای یکدیگر کردند و حتی به اندازه‌ای پیش رفتند که ادعا کنند اسباب‌بازی‌هایی که ویژگی‌های هر دو جنس را دارند، ترجیح داده می‌شوند.
یک نقطه عطف برای تحقیق در مورد جنسیت، استفاده از متاآنالیز است که روشی برای ارزیابی الگوها به‌صورت سیستماتیک فراهم می‌کند، به‌ویژه برای موضوعی مانند جنسیت که اندازه‌گیری آن می‌تواند دشوار باشد. طبیعت و تربیت به‌طور تاریخی در هنگام بررسی جنسیت در بازی تحلیل شده‌اند، همچنین تقویت توسط همسالان و والدین نقش‌های جنسیتی معمولی و در نتیجه بازی جنسیتی. شرکت‌های اسباب‌بازی اغلب ترویج جداسازی جنسیتی در اسباب‌بازی‌ها را به دلیل امکان سفارشی‌سازی همان اسباب‌بازی برای هر جنسیت ترویج می‌دهند که در نهایت درآمد آن‌ها را دو برابر می‌کند. به‌عنوان مثال، لگو در دهه ۱۹۹۰ رنگ‌های بیشتری به برخی مجموعه‌های اسباب‌بازی خود اضافه کرد، از جمله رنگ‌هایی که به‌طور معمول به دختران نسبت داده می‌شوند، مانند اسطوخودوس.

### سنت‌ها و فرهنگ‌ها

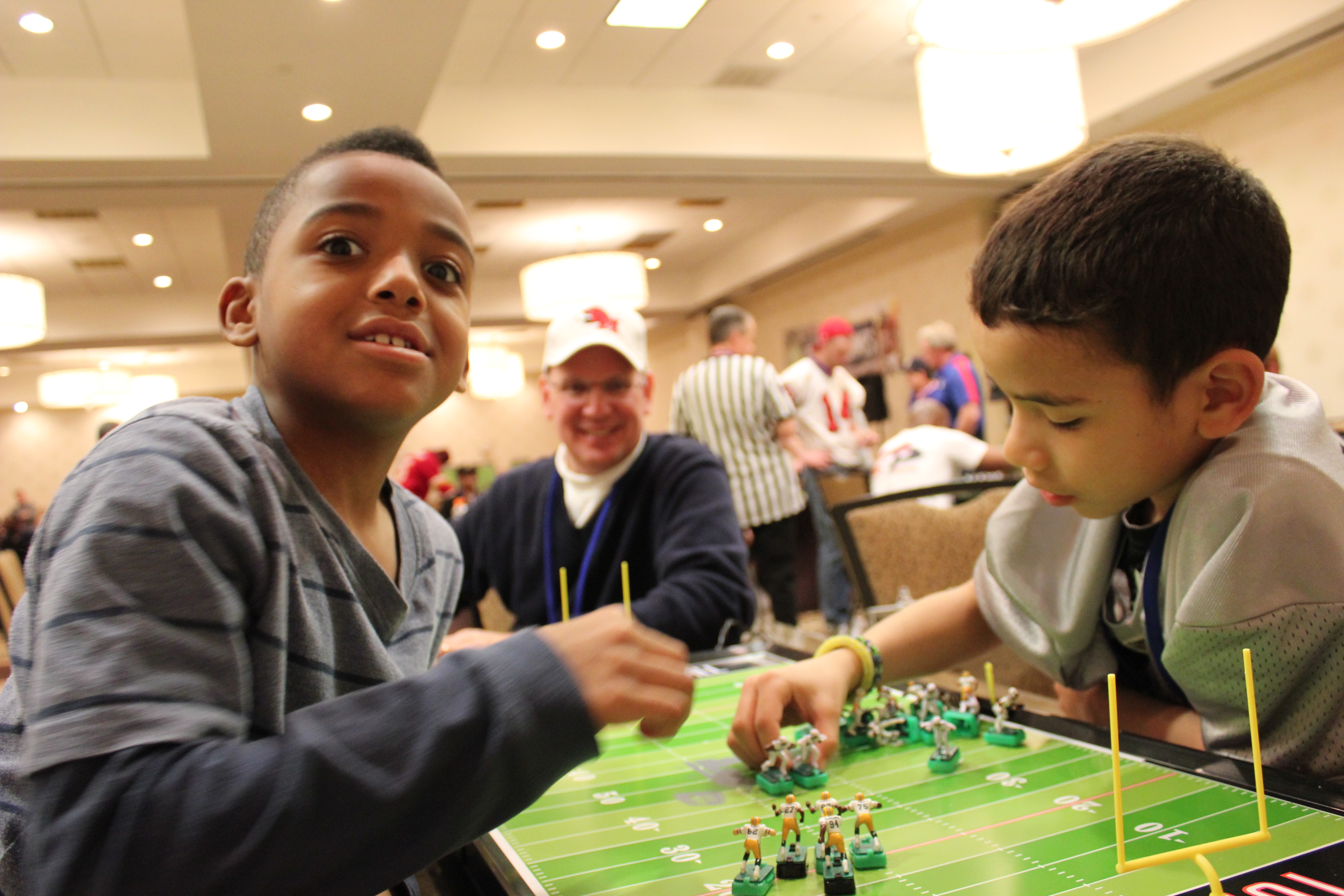

سنت‌ها در فرهنگ‌های مختلف، ترویج انتقال اسباب‌بازی‌های خاص به کودکان بر اساس جنسیت آن‌ها را تشویق می‌کنند. در جوامع بومی آمریکای جنوبی، پسران یک کمان و تیر اسباب‌بازی از پدر خود دریافت می‌کنند، در حالی که دختران یک سبد اسباب‌بازی از مادر خود دریافت می‌کنند. در جوامع فرهنگی شمال آفریقا و صحرا، جنسیت نقش مهمی در ایجاد عروسک‌های خودساخته دارد. در حالی که عروسک‌های زنانه برای نمایش عروس‌ها، مادران و همسران استفاده می‌شوند، عروسک‌های مردانه برای نمایش سوارکاران و جنگجویان استفاده می‌شوند. این تفاوت ناشی از نقش‌های مختلف مردان و زنان در جوامع صحرا و شمال آفریقا است. تفاوت‌هایی در اسباب‌بازی‌هایی که برای دختران و پسران در فرهنگ‌های مختلف در نظر گرفته می‌شوند، وجود دارد که منعکس‌کننده نقش‌های مختلف مردان و زنان در یک جامعه فرهنگی خاص است.
اقتصاد
با توجه به اهمیت زیاد اسباب‌بازی‌ها در زندگی انسان‌ها، صنعت اسباب‌بازی تأثیر اقتصادی قابل‌توجهی دارد. فروش اسباب‌بازی‌ها معمولاً در زمان تعطیلاتی که سنت هدیه دادن وجود دارد، افزایش می‌یابد. برخی از این تعطیلات شامل کریسمس، عید پاک، روز سنت نیکلاس و روز سه پادشاه هستند.
در سال ۲۰۰۵، فروش اسباب‌بازی‌ها در ایالات متحده حدود ۲۲.۹ میلیارد دلار بود. هزینه‌های مربوط به کودکان بین ۸ تا ۱۲ سال به تنهایی حدود ۲۲۱ میلیون دلار در سال در آمریکا است. تخمین زده شده که در سال ۲۰۱۱، ۸۸ درصد از فروش اسباب‌بازی‌ها در گروه سنی ۰ تا ۱۱ سال بوده است.

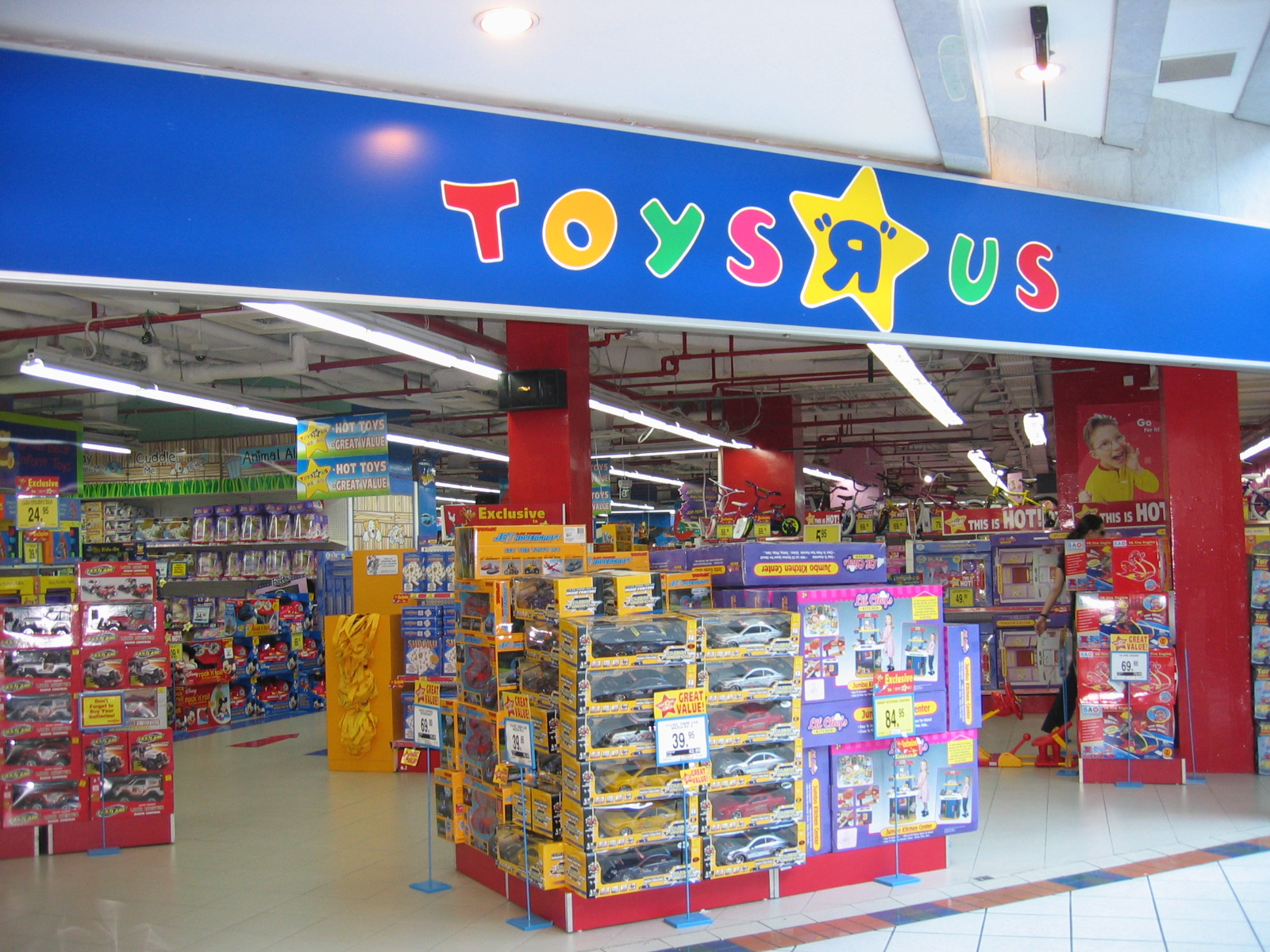
شرکت تویز آر آس

شرکت Toys "R" Us بیش از ۱۵۰۰ فروشگاه در ۳۰ کشور داشت و درآمد سالانه‌اش به ۱۳.۶ میلیارد دلار می‌رسید.
شرکت‌های اسباب‌بازی برای به دست آوردن سهم بیشتری از این بازار بزرگ، اسباب‌بازی‌های خود را تغییر داده و با تقاضاهای متغیر کودکان سازگار می‌کنند. در سال‌های اخیر، بسیاری از اسباب‌بازی‌ها برای جذب کودکانی که با تلویزیون و اینترنت بزرگ شده‌اند، پیچیده‌تر شده‌اند و دارای چراغ‌های چشمک‌زن و صداهای مختلفی هستند. به گفته نیل فریدمن، رئیس شرکت متل، "نوآوری کلید موفقیت در صنعت اسباب‌بازی است و برای موفقیت باید لحظه‌های 'وای' برای کودکان ایجاد کرد."
برای کاهش هزینه‌ها، بسیاری از تولیدکنندگان بزرگ اسباب‌بازی کارخانه‌های خود را در مناطقی با دستمزدهای پایین‌تر قرار می‌دهند. چین حدود ۷۰ درصد از اسباب‌بازی‌های جهان را تولید می‌کند و بیش از ۸۰۰۰ شرکت اسباب‌بازی در این کشور وجود دارد که بیشتر آن‌ها در منطقه دلتای رود مروارید در استان گوانگ‌دونگ مستقر هستند. به عنوان مثال، ۷۵ درصد از تمام اسباب‌بازی‌های فروخته شده در آمریکا در چین تولید می‌شوند. مسائل و رویدادهایی مانند قطعی برق، تأمین مواد اولیه، تأمین نیروی کار و افزایش دستمزدها که بر مناطق محل استقرار کارخانه‌ها تأثیر می‌گذارند، اغلب تأثیر زیادی بر صنعت اسباب‌بازی در کشورهای واردکننده دارند.
بسیاری از تولیدکنندگان سنتی اسباب‌بازی در سال‌های اخیر فروش خود را به تولیدکنندگان بازی‌های ویدیویی باخته‌اند. به همین دلیل، برخی از تولیدکنندگان سنتی وارد حوزه بازی‌های الکترونیکی شده و حتی بازی‌های صوتی را به اسباب‌بازی تبدیل کرده‌اند و برندهای خود را با معرفی قابلیت‌های تعاملی یا اتصال به اینترنت تقویت می‌کنند.
علاوه بر این، افزایش تولید توزیع شده به مصرف‌کنندگان امکان می‌دهد تا اسباب‌بازی‌های خود را از طرح‌های متن‌باز با استفاده از چاپگر سه‌بعدی تولید کنند. از سال ۲۰۱۷، مصرف‌کنندگان در حال حاضر با چاپ سه‌بعدی اسباب‌بازی‌های خود از MyMiniFactory میلیون‌ها دلار در سال صرفه‌جویی می‌کنند.

## انواع

#### مجموعه‌های ساختنی

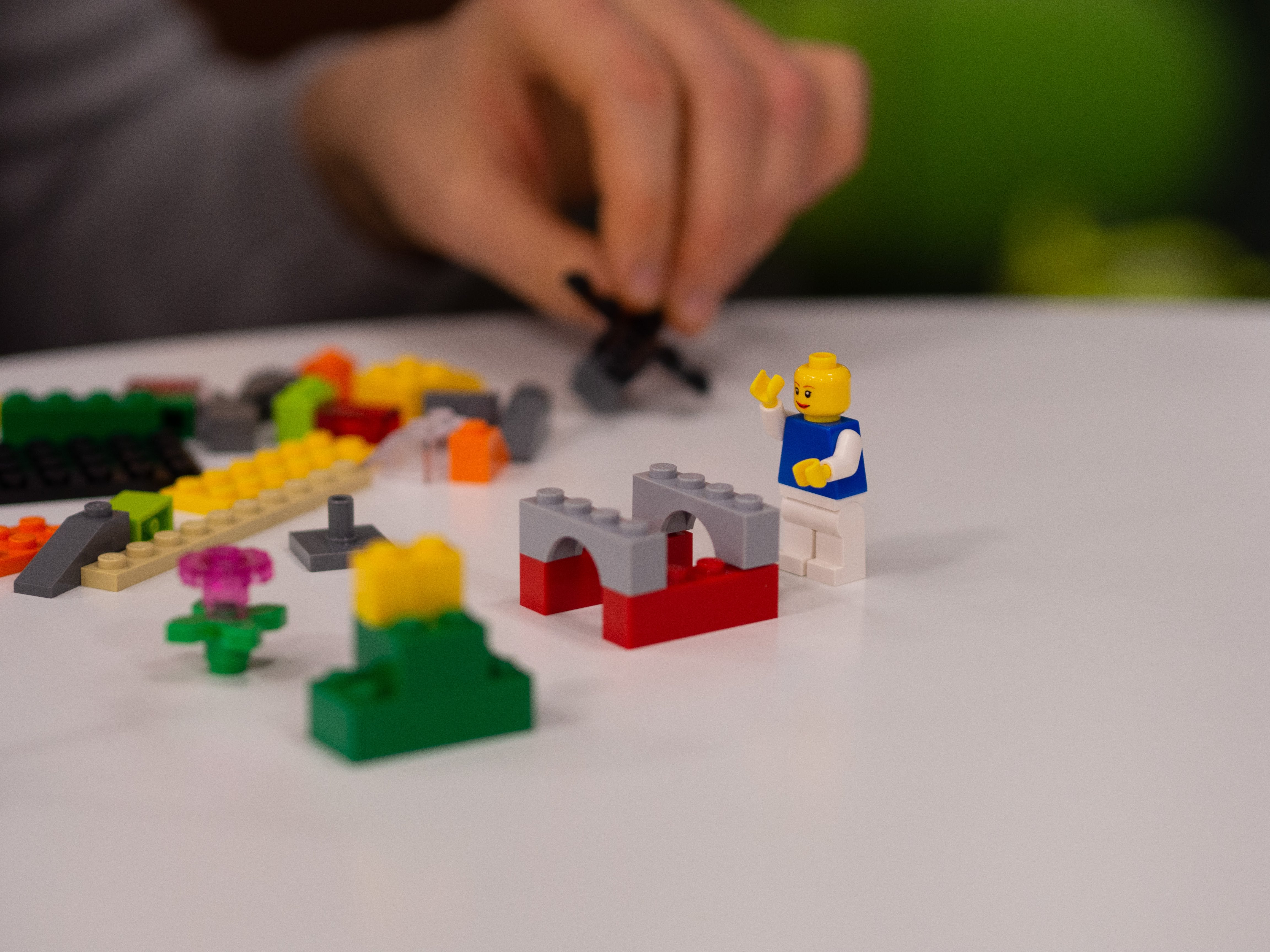
لگو

فیلسوف یونانی افلاطون نوشته که معمار آینده باید به عنوان کودک به بازی با ساخت خانه‌ها بپردازد. یک مجموعه ساختنی شامل قطعات جداگانه‌ای است که می‌توان آن‌ها را به هم متصل کرده و مدل‌هایی ساخت. مدل‌های محبوب شامل خودروها، سفینه‌های فضایی و خانه‌ها هستند. معمولاً هدف از ساخت این مدل‌ها، بازی با آن‌ها نیست بلکه ساخت مدل‌هایی با طراحی خود است و مدل‌های قدیمی اغلب شکسته شده و قطعات آن‌ها برای ساخت مدل‌های جدید استفاده می‌شوند.
قدیمی‌ترین و شاید رایج‌ترین اسباب‌بازی ساختنی یک مجموعه ساده از بلوک‌های چوبی است که اغلب به رنگ‌های روشن رنگ‌آمیزی شده و به نوزادان و کودکان خردسال داده می‌شود. مجموعه‌های ساختنی مانند لگو و لاگ‌های لینکلن برای کودکان کمی بزرگ‌تر طراحی شده‌اند و در قرن گذشته بسیار محبوب بوده‌اند. مجموعه‌های ساختنی برای کودکانی که دوست دارند با دست‌های خود کار کنند، حل‌کنندگان پازل و افراد خلاق جذابیت دارند.
برخی دیگر از مثال‌ها شامل بایکو، کنسترک-تیوبز، کن‌کس، ست‌های مکانیکی، تینکرتویز و مکانیکو هستند و اسباب‌بازی‌های ساختنی عمومی مانند اسباب‌بازی‌های مغناطیسی نئودیمیم.

#### عروسک‌ها و مینیاتورها

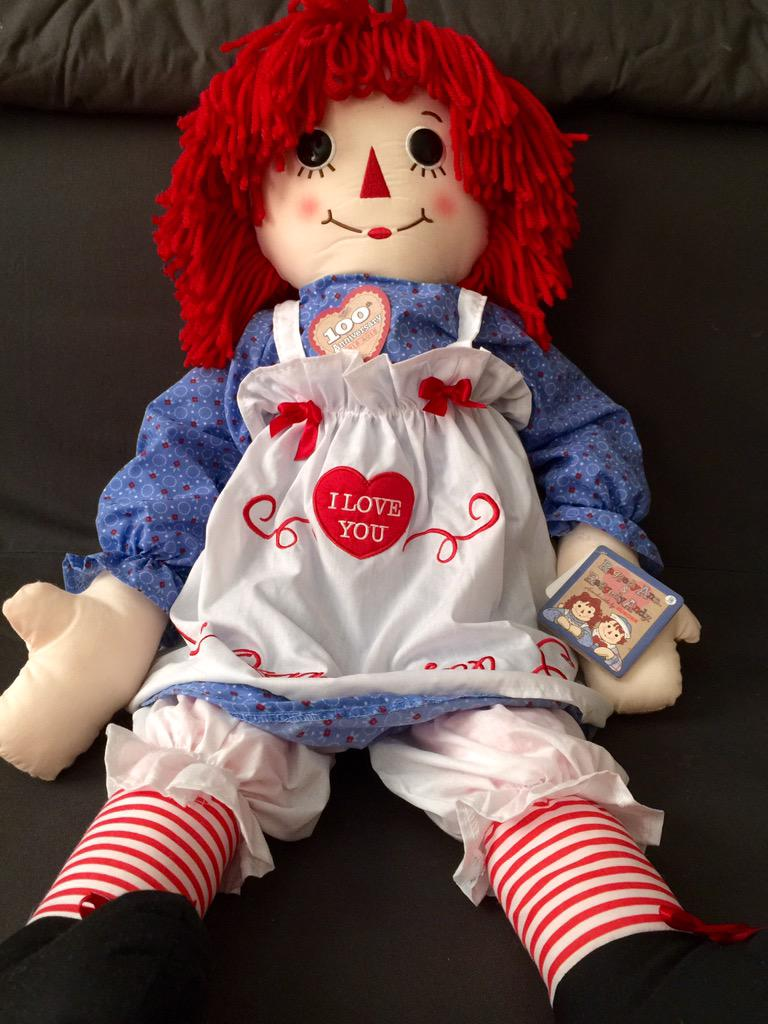
عروسک رگدی آن

عروسک یک مدل انسانی (اغلب نوزاد)، یک انسان‌نما (مانند برت و ارنی) یا یک حیوان است. عروسک‌های مدرن اغلب از پارچه یا پلاستیک ساخته می‌شوند. مواد دیگری که در ساخت عروسک‌ها استفاده می‌شوند یا شده‌اند شامل پوسته ذرت، استخوان، سنگ، چوب، چینی، بیسک، سلولوئید، موم و حتی سیب هستند. اغلب مردم عروسک‌ها را از مواد موجود برایشان می‌سازند.
گاهی اوقات عروسک‌ها به عنوان دکوری، یادگاری یا کلکسیون برای کودکان بزرگ‌تر و بزرگسالان در نظر گرفته می‌شوند، اما بیشتر عروسک‌ها به عنوان اسباب‌بازی برای بازی کودکان، معمولاً دختران، ساخته شده‌اند. عروسک‌هایی در مقبره‌های مصری پیدا شده‌اند که به اوایل ۲۰۰۰ سال قبل از میلاد مسیح برمی‌گردند.
عروسک‌ها معمولاً مینیاتوری هستند، اما عروسک‌های نوزادی ممکن است به اندازه و وزن واقعی باشند. عروسک یا حیوان پر شده از مواد نرم گاهی به عنوان اسباب‌بازی پشمالو یا پلاسشی شناخته می‌شوند. یک اسباب‌بازی محبوب از این نوع خرس تدی است.
اغلب تفاوتی بین عروسک‌ها و فیگورهای اکشن قائل می‌شوند که معمولاً از پلاستیک یا مواد نیمه‌فلزی ساخته شده و به برخی‌ از آن‌ها قابلیت حالت‌پذیری داده شده است و اغلب به عنوان محصولات جانبی برنامه‌های تلویزیونی یا فیلم‌ها به فروش می‌رسند. فیگورهای اکشن مدرن، مانند اکشن من، اغلب به پسران بازاریابی می‌شوند، در حالی که عروسک‌ها معمولاً به دختران بازاریابی می‌شوند.
سربازان اسباب‌بازی، که شاید پیش‌درآمدی برای فیگورهای اکشن مدرن باشند، قرن‌هاست که اسباب‌بازی محبوبی هستند. آن‌ها به کودکان اجازه می‌دهند تا جنگ‌ها را با تجهیزات نظامی اسباب‌بازی و یک قلعه یا دژ بازسازی کنند. فیگورهای مینیاتوری حیوانات نیز گسترده هستند و کودکان ممکن است با حیوانات و تجهیزات مربوط به مزرعه فعالیت‌های مزرعه را بازسازی کنند.

#### وسایل نقلیه

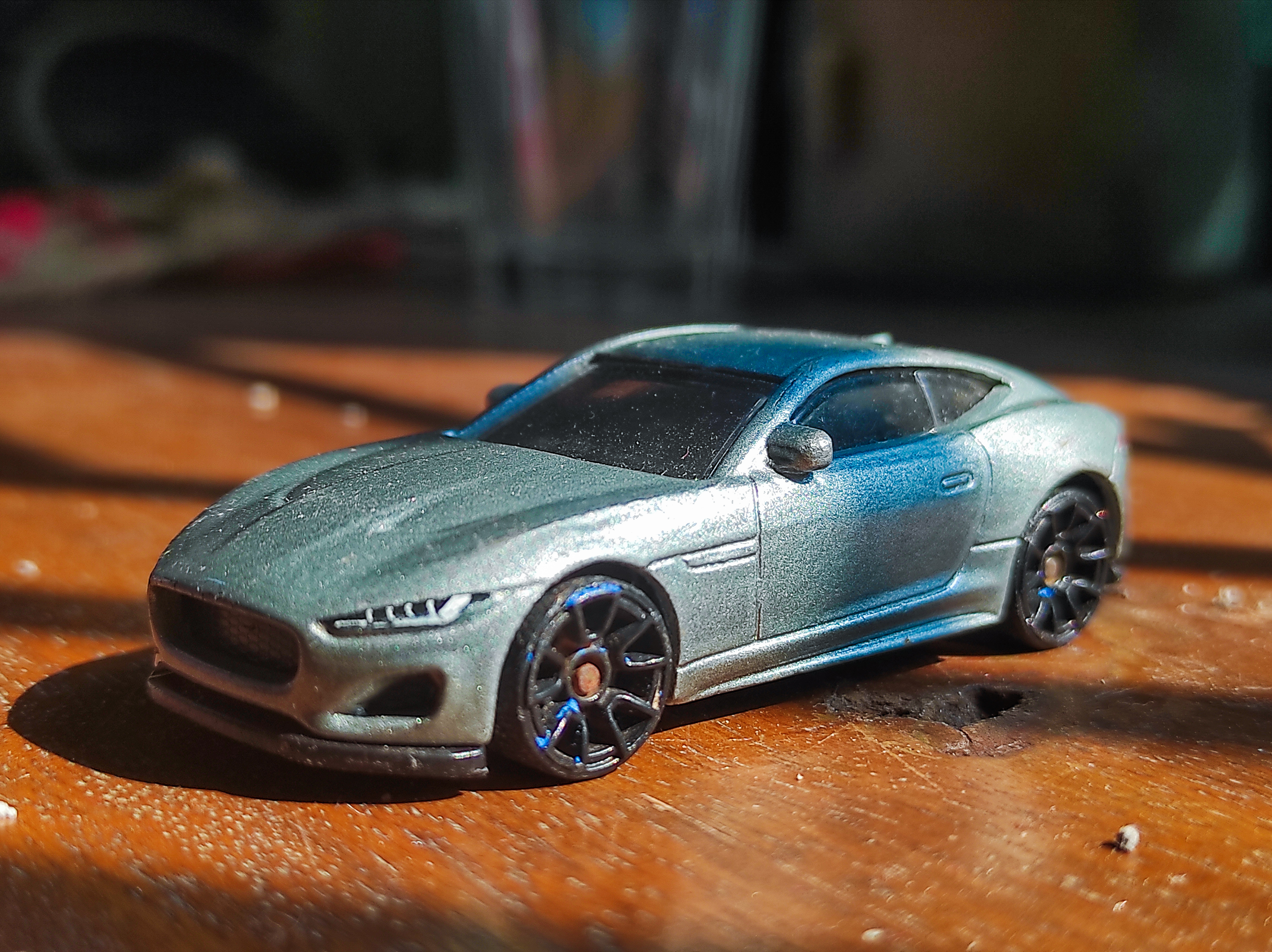
اسباب‌بازی جگوار اف-تایپ

بازی کردن کودکان با نسخه‌های مینیاتوری وسایل نقلیه از زمان‌های باستان وجود داشته و روی گلدان‌های باستانی یونانی چرخ‌دستی‌های دو چرخ اسباب‌بازی نمایش داده شده‌اند. اسباب‌بازی‌های کوکی نیز نقش مهمی در پیشرفت اسباب‌بازی‌های وسایل نقلیه ایفا کرده‌اند. معادل‌های مدرن شامل ماشین‌های اسباب‌بازی مانند ماشین‌های تولید شده توسط مچ‌باکس یا هات ویلز، هواپیماهای مینیاتوری، قایق‌های اسباب‌بازی، وسایل نقلیه نظامی و قطارها هستند. نمونه‌های این وسایل از مجموعه‌های چوبی برای کودکان خردسال مانند بریو تا مدل‌های قطار واقعی‌تر و پیچیده‌تر مانند تولیدات شرکت‌های لایونل، دوپک و هورنبی متغیر است. وسایل نقلیه بزرگ‌تر دایکست در مقیاس ۱:۱۸ به اسباب‌بازی‌های محبوب تبدیل شده‌اند؛ این وسایل با دقت بسیار بالایی تولید می‌شوند.

#### پازل‌ها

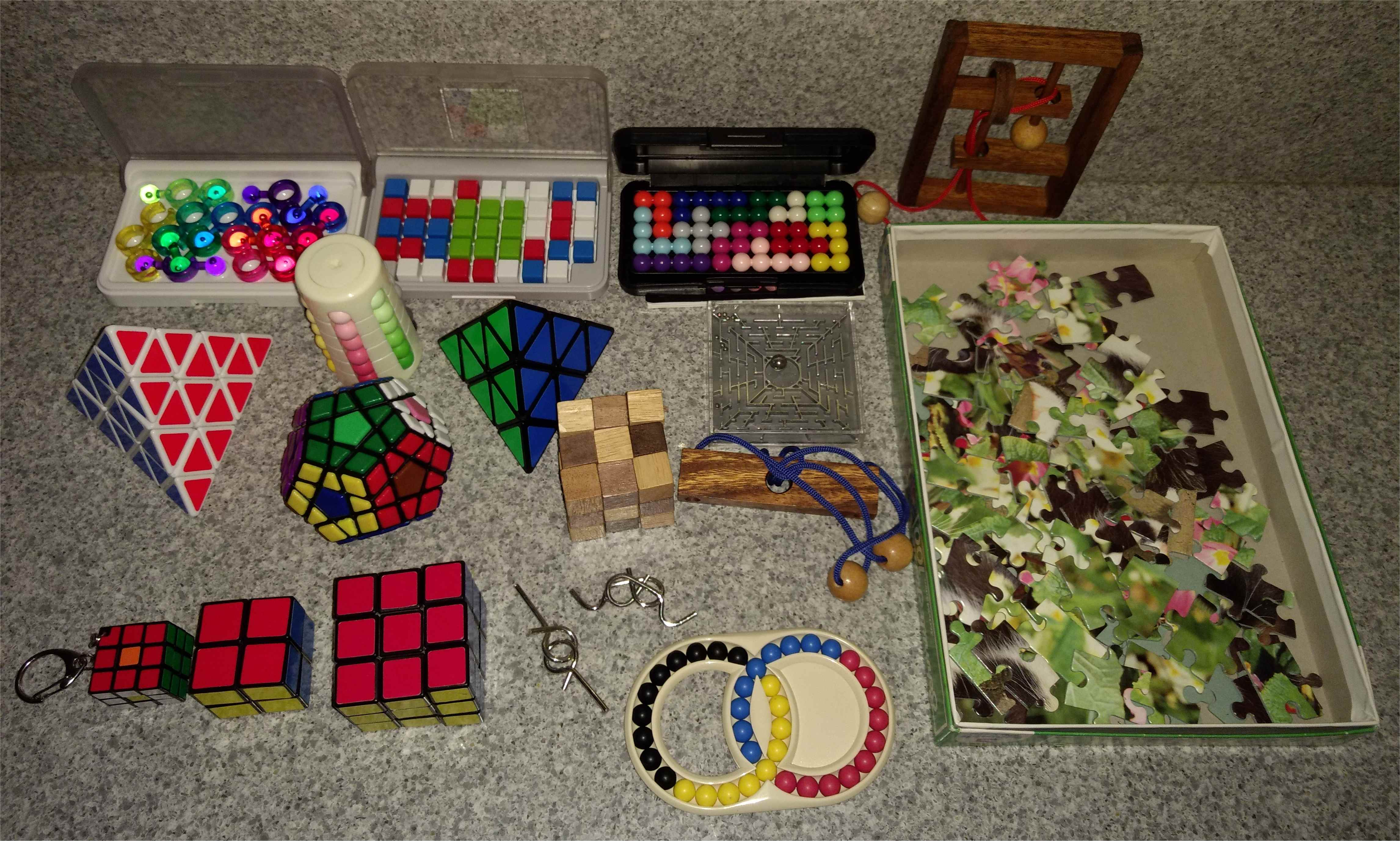
انواع پازل‌های مختلف

پازل یک مشکل یا معما است که نیاز به هوش دارد. راه‌حل‌های پازل‌ها ممکن است نیاز به شناسایی الگوها و ایجاد یک ترتیب خاص داشته باشند. افرادی که دارای استعداد استدلال قیاسی بالا هستند ممکن است در حل این پازل‌ها بهتر از دیگران باشند. پازل‌هایی که بر اساس فرآیند پرسش و کشف تکمیل می‌شوند، ممکن است توسط کسانی که مهارت‌های استنتاج خوبی دارند، سریع‌تر حل شوند. یک اسباب‌بازی پازل محبوب، مکعب روبیک است که توسط ارنو روبیک، مخترع مجارستانی در سال ۱۹۷۴ اختراع شد. این مکعب در دهه ۱۹۸۰ محبوب شد و حل آن نیاز به برنامه‌ریزی و مهارت‌های حل مسئله دارد و شامل الگوریتم‌ها است.
انواع مختلفی از پازل‌ها وجود دارد؛ برای مثال، یک هزارتو نوعی پازل تور است. دسته‌های دیگر شامل: پازل‌های ساختنی، پازل‌های چوبی، پازل‌های کاشی، پازل‌های جداشدنی و ...

### کلکسیونی‌ها
بعضی از اسباب‌بازی‌ها، مانند بیبی بیز، علاقه‌مندان زیادی را به خود جذب می‌کنند و در نهایت به اقلام کلکسیونی تبدیل می‌شوند. اسباب‌بازی‌های دیگری مانند خرس‌های بوییدز به عنوان کلکسیونی‌ها به بزرگسالان بازاریابی می‌شوند. برخی افراد مبالغ زیادی را صرف می‌کنند تا مجموعه‌های بزرگ‌تر و کامل‌تری را به دست آورند. برای مثال، رکورد بالاترین قیمت برای یک پخش‌کننده پز در حراجی به ۱۱۰۰ دلار رسیده است.

### کالاهای تبلیغاتی

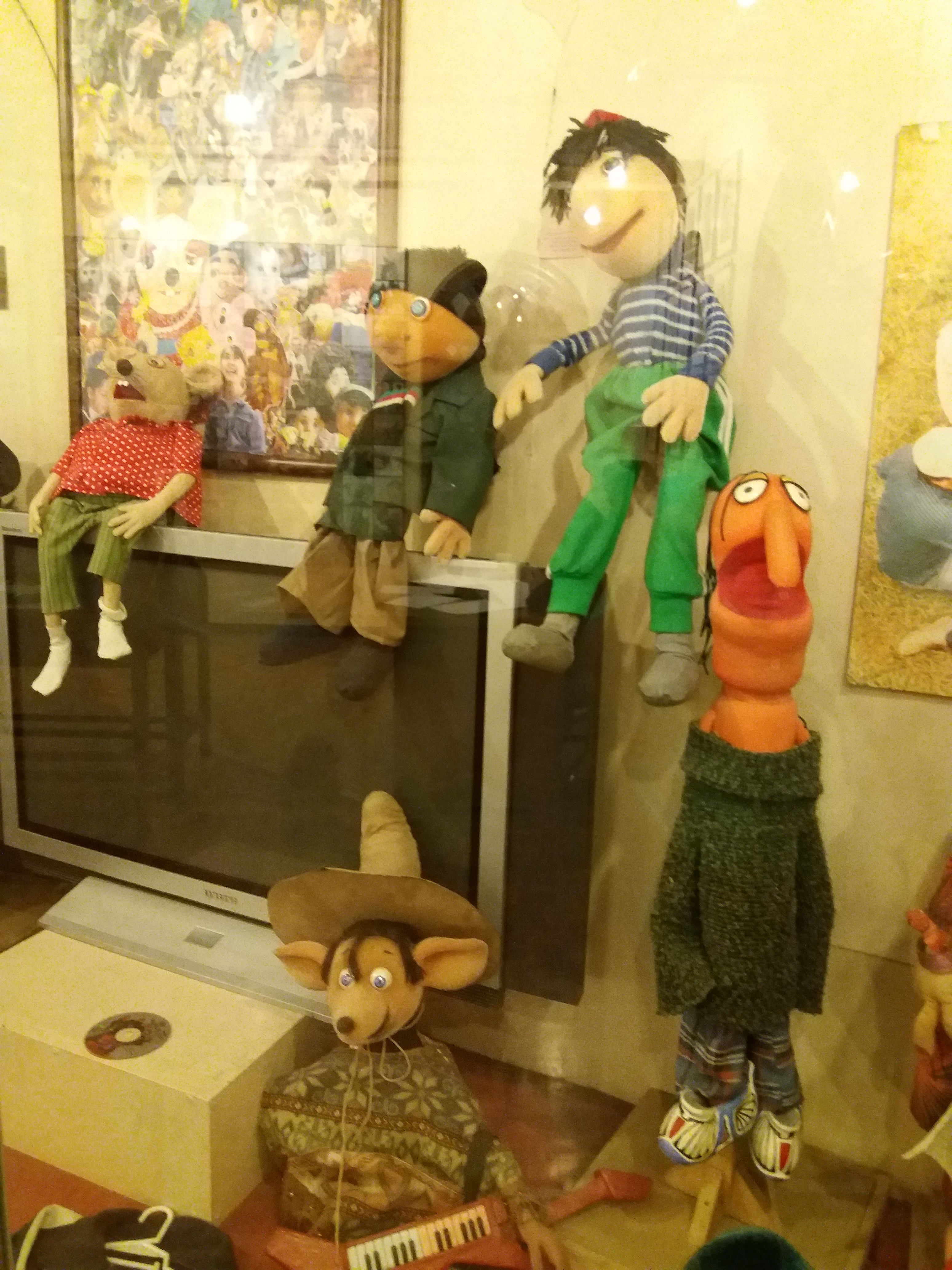
اسباب‌بازی‌های سریالی ایران در موزه سینمای ایران؛ ۱۳۹۶

این تراکتور اسباب‌بازی همچنین به عنوان یک تبلیغ برای شرکت جان دیر عمل می‌کند.
بسیاری از فیلم‌ها، برنامه‌های تلویزیونی، کتاب‌ها و تیم‌های ورزشی موفق کالاهای رسمی دارند که اغلب شامل اسباب‌بازی‌های مرتبط نیز می‌شوند. برخی نمونه‌های قابل‌توجه شامل جنگ ستارگان (یک فرنچایز علمی-تخیلی فضایی) و آرسنال، یک باشگاه فوتبال انگلیسی، هستند.
به همین ترتیب، بسیاری از فیلم‌ها، سریال‌های تلویزیونی، کتاب‌ها یا فرنچایزهای کودکان موفق کمپین‌های بازاریابی خود را به رستوران‌های فست فود گسترش می‌دهند و اسباب‌بازی‌های کوچک از شخصیت‌های داستانی یا نمادهای مرتبط با سریال را در یک بسته پلاستیکی مهر و موم شده در وعده‌های غذایی کودکان قرار می‌دهند. یک مثال معروف، وعده خوشحال مک‌دونالد است.
اسباب‌بازی‌ های تبلیغاتی می‌توانند به هر یک از دسته‌های دیگر اسباب‌بازی‌ها بیفتند؛ برای مثال، آن‌ها می‌توانند عروسک‌ها یا فیگورهای اکشن بر اساس شخصیت‌های فیلم‌ها یا ورزشکاران حرفه‌ای باشند، یا می‌توانند توپ‌ها، یو-یوها، یا جعبه‌های ناهار با لوگوها روی آن‌ها باشند. گاهی اوقات آن‌ها به عنوان تبلیغات به صورت رایگان اهدا می‌شوند. هواپیماهای مدل اغلب اسباب‌بازی‌هایی هستند که توسط خطوط هوایی برای تبلیغ برندشان استفاده می‌شوند، همان‌طور که ماشین‌ها و کامیون‌ها و قطارهای مدل توسط شرکت‌های حمل و نقل، راه‌آهن و دیگر شرکت‌ها استفاده می‌شوند. بسیاری از تولیدکنندگان مواد غذایی نیز تبلیغات می‌کنند که یک اسباب‌بازی به عنوان جایزه با محصول اصلی همراه است. اسباب‌بازی‌ها همچنین به عنوان جوایز ارائه می‌شوند، جایی که مصرف‌کنندگان با ارائه مدارک خرید از یک محصول و پرداخت هزینه‌های ارسال و حمل، اسباب‌بازی را دریافت می‌کنند. برخی افراد به شدت در جمع‌آوری این نوع اسباب‌بازی‌های تبلیغاتی تلاش می‌کنند.

### اسباب بازی در ایران
اسباب بازی در ایران نیز جزو سرگرمی های مورد علاقه کودکان و کلکسیونر ها می باشد به طوری که سالانه مبالغ زیادی هزینه این امر می گردد . اسباب بازی ها در ایران به دو روش سنتی و دییجتال به فروش می رسید وبرند های ایرانی طاها تویز ، پیویو و دیجیکالا از جمله شرکت های معروف عرضه اسباب بازی در ایران می باشند.

### اسباب‌بازی‌های دیجیتال
اسباب‌بازی‌های دیجیتال، اسباب‌بازی‌هایی هستند که نوعی فناوری دیجیتال تعاملی را در خود دارند. مثال‌هایی از اسباب‌بازی‌های دیجیتال شامل حیوانات خانگی مجازی و بازی‌های الکترونیکی دستی هستند. از اولین اسباب‌بازی‌های دیجیتال می‌توان به مسابقه اتومبیل متل و پروفسور کوچک، هر دو منتشر شده در سال ۱۹۷۶ اشاره کرد. مفهوم استفاده از فناوری به گونه‌ای که دنیای دیجیتال را با دنیای فیزیکی پیوند دهد و تجربه‌های تعاملی منحصر به فردی برای کاربر فراهم کند، نیز به عنوان فیزیتال شناخته شده است.

### فعالیت‌های بدنی

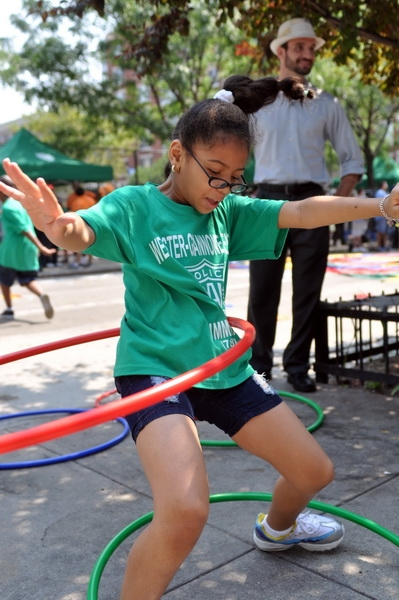
یک دختر درحال بازی با هولاهوپ

بخش زیادی از اسباب‌بازی‌ها بخشی از بازی‌های فعال هستند. این اسباب‌بازی‌ها شامل اسباب‌بازی‌های سنتی مانند حلقه‌ها، فرفره‌ها، طناب‌های پرش و توپ‌ها، همچنین اسباب‌بازی‌های مدرن‌تری مانند فریزبی‌ها، کیسه‌های پا، اسباب‌بازی‌های فیجت، آستروجاکس و میاچی هستند.
بازی با این نوع اسباب‌بازی‌ها به کودکان اجازه می‌دهد تا ورزش کنند، استخوان‌ها و عضلات قوی بسازند و به تناسب اندام فیزیکی کمک می‌کند. پرتاب و گرفتن توپ‌ها و فریزبی‌ها می‌تواند هماهنگی دست و چشم را بهبود بخشد. طناب زدن (که به عنوان اسکپینگ نیز شناخته می‌شود) و بازی با کیسه‌های پا می‌تواند تعادل را بهبود بخشد.

### قوانین ایمنی

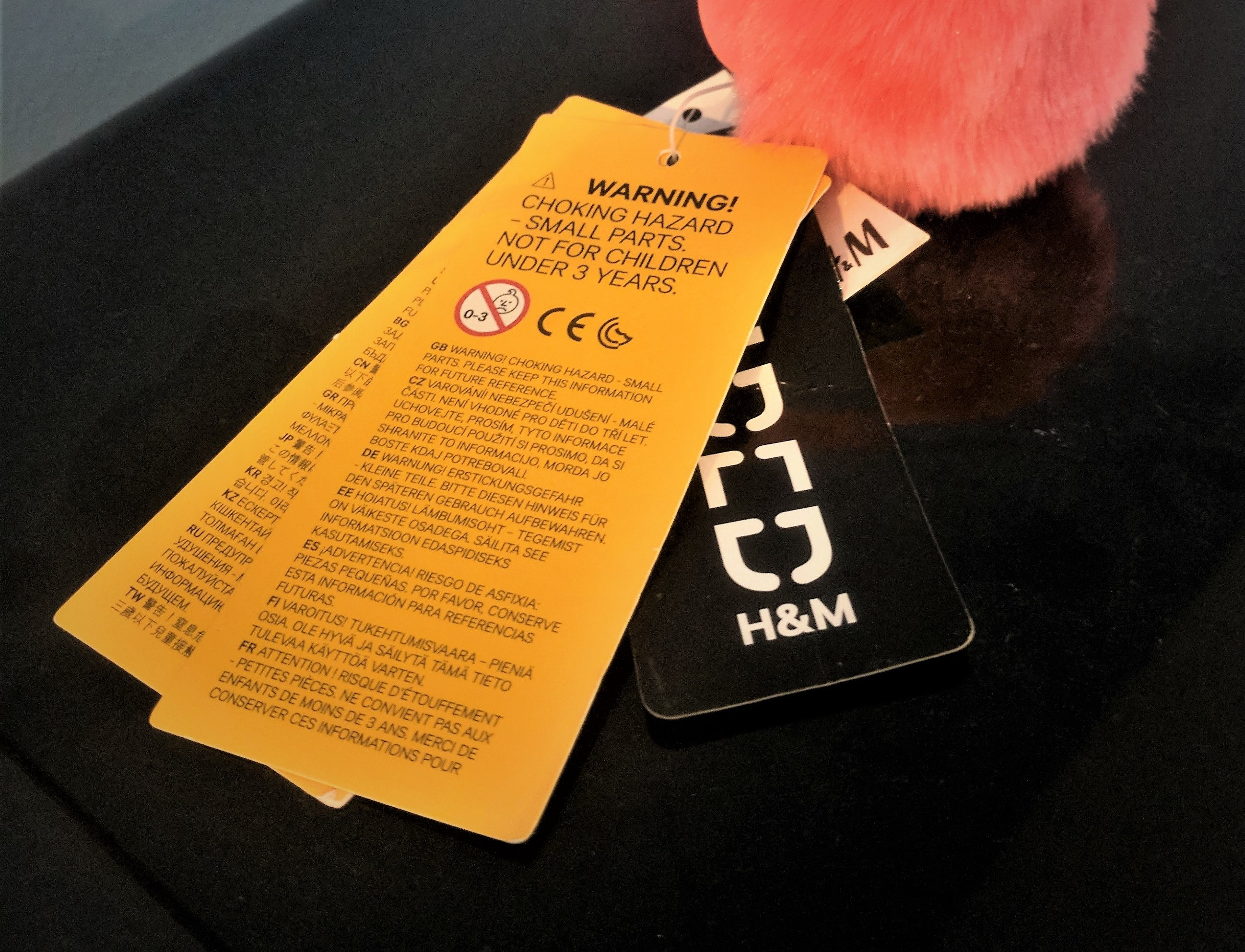
تگ‌های چندزبانه هشدار برای اسباب‌بازی

بسیاری از کشورها استانداردهای ایمنی را برای محدود کردن انواع اسباب‌بازی‌هایی که می‌توان فروخت، تصویب کرده‌اند. بیشتر این استانداردها سعی دارند خطرات احتمالی مانند خطر خفگی یا آتش‌سوزی که می‌تواند باعث صدمه شود را محدود کنند. کودکان، به ویژه بسیار کوچک، اغلب اسباب‌بازی‌ها را در دهان خود می‌گذارند، بنابراین مواد استفاده شده برای ساخت اسباب‌بازی‌ها برای جلوگیری از مسمومیت تنظیم می‌شوند. مواد نیز برای جلوگیری از خطر آتش‌سوزی تنظیم می‌شوند. کودکان کوچک نمی‌توانند تشخیص دهند چه چیزی ایمن و چه چیزی خطرناک است و والدین همیشه به همه موقعیت‌های ممکن فکر نمی‌کنند، بنابراین چنین هشدارها و مقرراتی برای اسباب‌بازی‌ها مهم هستند.
هر کشوری قوانین خاص خود را در مورد ایمنی اسباب‌بازی‌ها دارد، اما از آنجا که جهانی‌سازی و باز شدن بازارها اتفاق افتاده، بیشتر آن‌ها سعی می‌کنند قوانین خود را هماهنگ کنند. رایج‌ترین خطر برای کودکان خردسال گذاشتن اسباب‌بازی‌ها در دهان است. به همین دلیل، مواد شیمیایی موجود در رنگ و سایر اجزای محصولات کودکان به دقت تنظیم می‌شوند. کشورهای یا مناطق تجاری مانند اتحادیه اروپا به طور منظم فهرست‌هایی را منتشر می‌کنند تا مقادیر یا ممنوعیت مواد شیمیایی از اسباب‌بازی‌ها و محصولات نوجوانان را تنظیم کنند. جهانی‌شدن اسباب‌بازی‌ها تأثیرات منفی بر اسباب‌بازی‌های تولید شده محلی در کشورهای مختلف داشته و راه‌های بازی سنتی را از بین برده و خطرات جدیدی را برای کودکان در مناطقی که سطح سواد والدین پایین است، به وجود آورده است، زیرا والدین نمی‌توانند خطرات و مناسب بودن سن اسباب‌بازی‌های وارداتی مختلف را درک کنند.

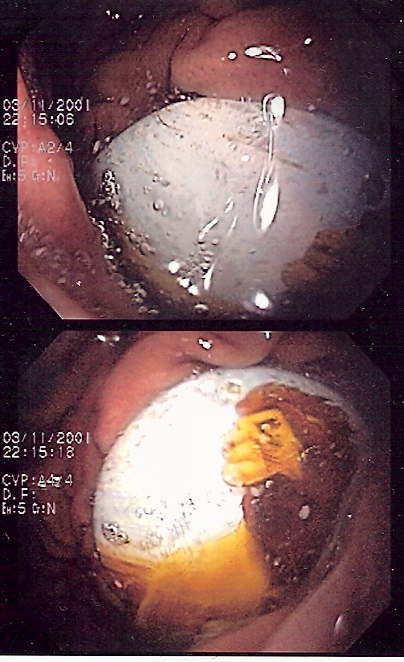
اسباب‌بازی بلعیده شده توسط یک کودک و نمایش مجرای مری با آندوسکوپی

مشکلاتی نیز در مورد ایمنی اسباب‌بازی‌ها و رنگ سربی وجود داشته است. برخی از کارخانه‌های اسباب‌بازی، زمانی که پروژه‌ها برای آن‌ها بزرگ‌تر از توانشان می‌شود، تولید را به کارخانه‌های کمتر شناخته شده، اغلب در کشورهای دیگر، برون‌سپاری می‌کنند. اخیراً برخی از آن‌ها در چین بودند که آمریکا مجبور شد آن‌ها را بازگرداند. پیمانکاران فرعی ممکن است به دقت نظارت نشوند و گاهی از روش‌های تولید نادرست استفاده کنند. دولت آمریکا، همراه با فروشگاه‌های بزرگ بازار، در حال حاضر به سمت الزام شرکت‌ها برای ارسال محصولات خود برای آزمایش قبل از قرار گرفتن آن‌ها بر روی قفسه‌ها حرکت می‌کنند.
دور انداختن
وقتی اسباب‌بازی‌ها دیگر مورد استفاده قرار نمی‌گیرند یا کودکان از آن‌ها بزرگتر شده‌اند، می‌توان آن‌ها را به خیریه‌ها اهدا کرد، در فروش‌های گاراژی فروخت، در حراجی‌ها عرضه کرد یا حتی به موزه‌ها اهدا کرد. با این حال، زمانی که اسباب‌بازی‌ها خراب، فرسوده یا به هر دلیلی غیرقابل استفاده می‌شوند، باید دقت لازم در هنگام دور انداختن آن‌ها رعایت شود. اسباب‌بازی‌های اهدایی یا فروشی باید کم استفاده، تمیز و دارای تمامی قطعات باشند. قبل از دور انداختن هر اسباب‌بازی باتری‌دار، باتری‌ها باید جدا شده و بازیافت شوند؛ برخی از جوامع این کار را الزامی می‌دانند. برخی از تولیدکنندگان، مانند لیتل تایکس، محصولات خود را پس می‌گیرند و بازیافت می‌کنند.
در سال ۲۰۰۷، فراخوانی‌های گسترده اسباب‌بازی‌های تولید شده در چین باعث شد بسیاری از خیریه‌های مستقر در ایالات متحده پذیرش اسباب‌بازی‌های دست دوم را کاهش دهند یا حتی متوقف کنند. سازمان خیریه گوودیل پذیرش اهدایی هرگونه اسباب‌بازی به جز حیوانات عروسکی را متوقف کرد و سایر خیریه‌ها تمام اسباب‌بازی‌ها را با چک‌لیست‌های دولتی مقایسه کردند.
دستورالعمل WEEE (پسماند تجهیزات الکتریکی و الکترونیکی) که هدف آن افزایش استفاده مجدد، کاهش و بازیافت پسماندهای الکترونیکی است، از ۲ ژانویه ۲۰۰۷ در بریتانیا به اسباب‌بازی‌ها نیز اعمال می‌شود.
استفاده از اسباب‌بازی در حیوانات
غیرمعمول نیست که برخی حیوانات با اسباب‌بازی‌ها بازی کنند. به عنوان مثال، دلفینی که آموزش داده می‌شود تا با فشار دادن یک توپ از داخل حلقه عبور کند. شامپانزه‌های جوان از چوب به عنوان عروسک استفاده می‌کنند - این جنبه اجتماعی در این واقعیت دیده می‌شود که شامپانزه‌های ماده جوان بیشتر از شامپانزه‌های نر جوان از چوب به این شکل استفاده می‌کنند. آن‌ها چوب منتخب خود را حمل می‌کنند و آن را در لانه خود قرار می‌دهند. این رفتار در برخی شامپانزه‌های ماده بالغ نیز مشاهده می‌شود، اما هرگز پس از آنکه مادر شدند.